# Noël Jourda de Vaux
Noël Jourda, comte de Vaux, seigneur d'Artias et de Retournac, est un militaire français du XVIIIe siècle, maréchal de France, né le 12 mars 1705 au château de Vaux à Saint-Julien-du-Pinet (Haute-Loire actuelle) et mort le 14 septembre 1788 à Grenoble.

## Biographie

### Origines et famille
La famille Jourda de Vaux est originaire du Velay. Elle est anoblie en 1678.
Noël Jourda de Vaux est le fils de Jean Baptiste Jourda de Vaux (né en 1687), comte de Vaux, baron de Roche-en-Régnier, seigneur d'Artias et de Retournac, et de Marie-Anne de Saint-Germain.
Le 21 novembre 1741 il épouse Marie Philiberte Huberte de La Porte, de qui il aura deux filles.

### Carrière militaire
Noël Jourda de Vaux entre comme enseigne au régiment d'infanterie d'Auvergne le 16 octobre 1723, à 18 ans. Dans le cadre de la guerre de Succession de Pologne, il fait sa première campagne comme lieutenant du même régiment en Italie, dès 1733. Il participe au combat de Parme le 29 juin 1734, et à la bataille de Guastalla le 19 septembre, où il reçoit deux blessures.
En 1737, Louis XV s'engage à envoyer des troupes en Corse, à la demande de la république de Gênes. De janvier 1738 à avril 1741, il sert dans l'île comme capitaine sous les ordres du général de Maillebois. Le 11 août 1739, il est assiégé dans le village de Ghisoni par les partisans du royaume de Théodore de Neuhoff. Résistance désespérée, la troupe subit 27 tués ou blessés, Noël a la main gauche transpercée par une balle. Ils sont sauvés par l'arrivée inopinée du 2e bataillon du régiment d'Auvergne. Pour son comportement héroïque, l'officier Vellave est nommé chevalier de l'ordre royal et militaire de Saint-Louis et reçoit le commandement de la place de Corte.

### Guerre de Succession d'Autriche
Avec l'armée du Rhin lors de la guerre de Succession d'Autriche, sous la direction du chevalier de Belle-Isle, il se distingue pendant le siège de Prague en 1742. Il participe à trois sièges et un combat. Le 6 mars 1743, à la demande du maréchal de Broglie, il est nommé colonel du régiment d'Angoumois. Il assiste aux sièges de Menin et d'Ypres en 1744. Le maréchal de Saxe le distingue à la bataille de Fontenoy le 10 mai 1745, et aux sièges de Tournai, d'Audenarde, de Dendermonde et d'Ath.
Sa participation au siège de Bruxelles lui vaut d'être nommé brigadier, le 23 février 1746. Il sert au siège de Namur, le 11 octobre, et participe à la bataille de Rocourt. Il sert au siège de l'Écluse, du fort d'Issendick et de Philippine. Manœuvre sur Malines, Tirlemont, il assiste à la bataille de Lauffeld, le 2 juillet 1747, et reçoit une cinquième blessure pendant le siège de Bergen-op-Zoom. Prisonnier en 1748, il est promu maréchal de camp, le 10 mai.

### Guerre de Sept Ans
La paix revenue, il est nommé lieutenant du roi à Besançon le 4 juillet 1752.
De 1756 à mars 1759, à la suite du traité de Compiègne, il commande les troupes françaises qui occupent une partie de la Corse.
En janvier 1760 il quitte la Corse et rejoint, dans le cadre de la guerre de Sept Ans, l'armée du maréchal de Broglie le 1er avril, en Allemagne. Le 13 avril, il participe à la bataille de Bergen et à l'attaque du camp du général von Wangenheim (de) le 19 septembre.
En novembre 1760, avec sept-mille hommes, il défend la ville de Göttingen jusqu'au retrait des assaillants. Cette victoire lui vaut d'être promu lieutenant général le 17 décembre.
Le 19 mai 1761, le roi lui confie en témoignage de sa satisfaction le gouvernement de Thionville.

### Gouverneur de Corse puis maréchal de France

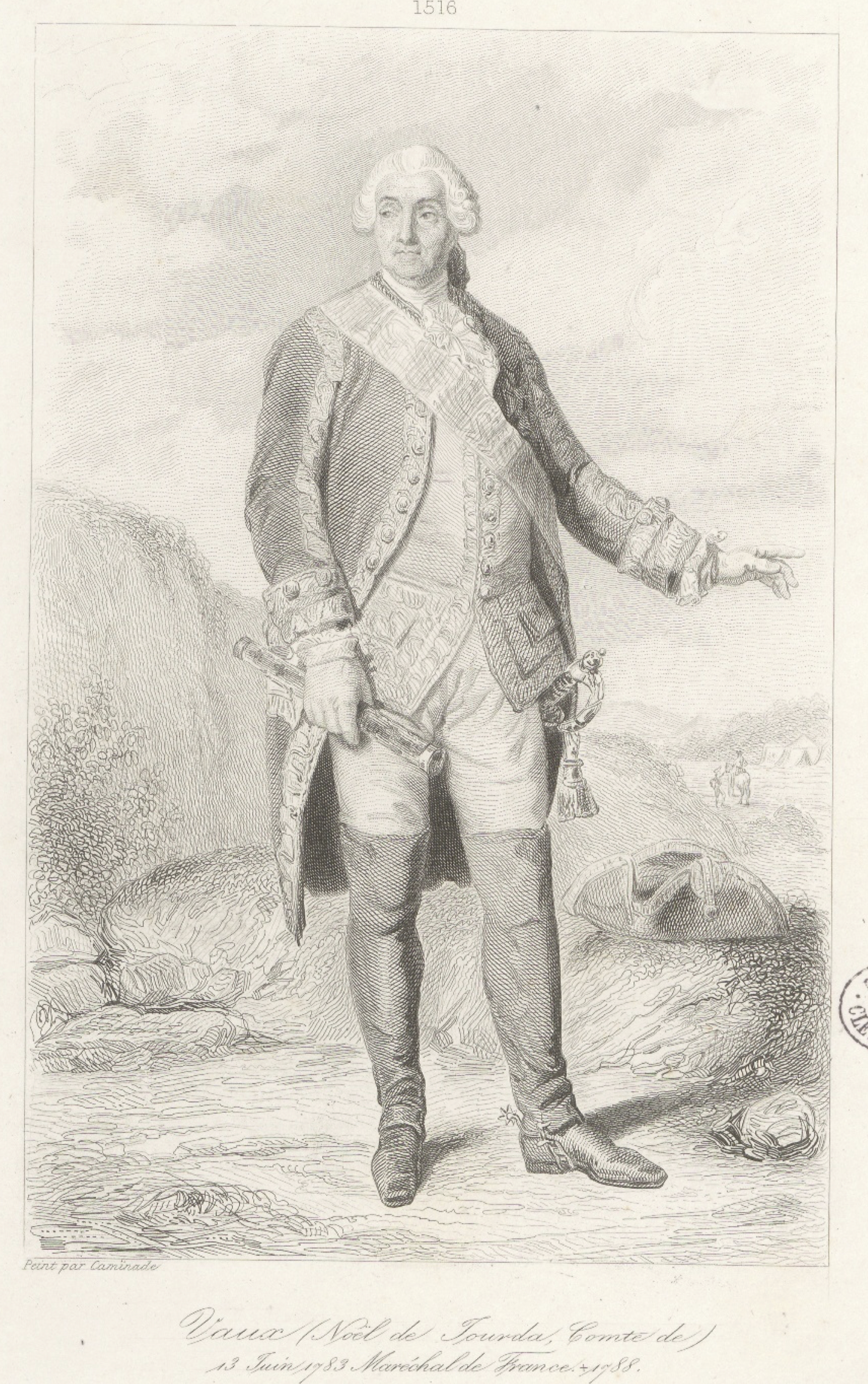
Le maréchal de Vaux.

Par le traité de Versailles du 15 mai 1768, la république de Gênes charge la France, pendant dix ans, d'administrer et de pacifier la Corse. Mais Pascal Paoli ne renonce pas à l'indépendance de l'île, et les troupes françaises sont harcelées, se retranchent dans Borgo du 8 au 10 octobre, avant d'évacuer totalement le territoire.
En février 1769, le comte de Vaux prend le commandement de l'armée royale en Corse, débarque le 7 avril à Saint-Florent avec vingt-quatre mille hommes, et bat irrémédiablement les nationalistes à la bataille de Ponte-Novo les 8 et 9 mai. Pascal Paoli choisit l'exil, le 13 juin. Le 22, le général de Vaux écrit au duc de Choiseul : « [...] De ce jour, toute la Corse est soumise au Roy [...]. ». Le 1er août, il est nommé gouverneur général.
Le 10 avril 1779, il cède son commandement à son second, le comte de Marbeuf, pour prendre le commandant en chef de l'armée de quarante-mille hommes, au sein de laquelle figurent Rochambeau et La Fayette, qui doit débarquer sur les côtes Sud l'Angleterre, avec le concours de la flotte espagnole. Jugé trop téméraire, le projet est abandonné.
Noël Jourda de Vaux reçoit en 1780 le commandement en chef de la province du comté de Bourgogne.
Il est fait maréchal de France par Louis XVI, à Versailles, le 13 juin 1783. La devise inscrite sur son bâton de maréchal est : « Terror belli, decus pacis », en français : « Terreur durant la guerre, ornement (pour le temps) de paix ».

#### Lieutenant-général du Dauphiné
Fin juin 1788, à la suite de la journée des Tuiles, le maréchal de Vaux remplace le duc de Clermont-Tonnerre comme lieutenant-général commandant de la province du Dauphiné, mais à peine arrivé à Grenoble il tombe malade et décède le 14 septembre 1788, à l'âge de 83 ans.
Il aura participé à une trentaine de sièges, participé à nombre de combats dont cinq grandes batailles, et reçut cinq blessures.
Dans son testament, le maréchal exprime le souhait que son cœur soit déposé à Paray-Vieille-Poste, où il avait été fait seigneur par Louis XV, et que son corps repose dans la chapelle de Vaux de l'église Saint-Jean-Baptiste de Retournac, son pays natal qu'il a toujours aimé .
Son cœur est inhumé dans le monument sépulcral du maréchal de Vaux, aujourd'hui dans le cimetière de Paray Vieille Poste (Essonne).

### Mariage et descendance

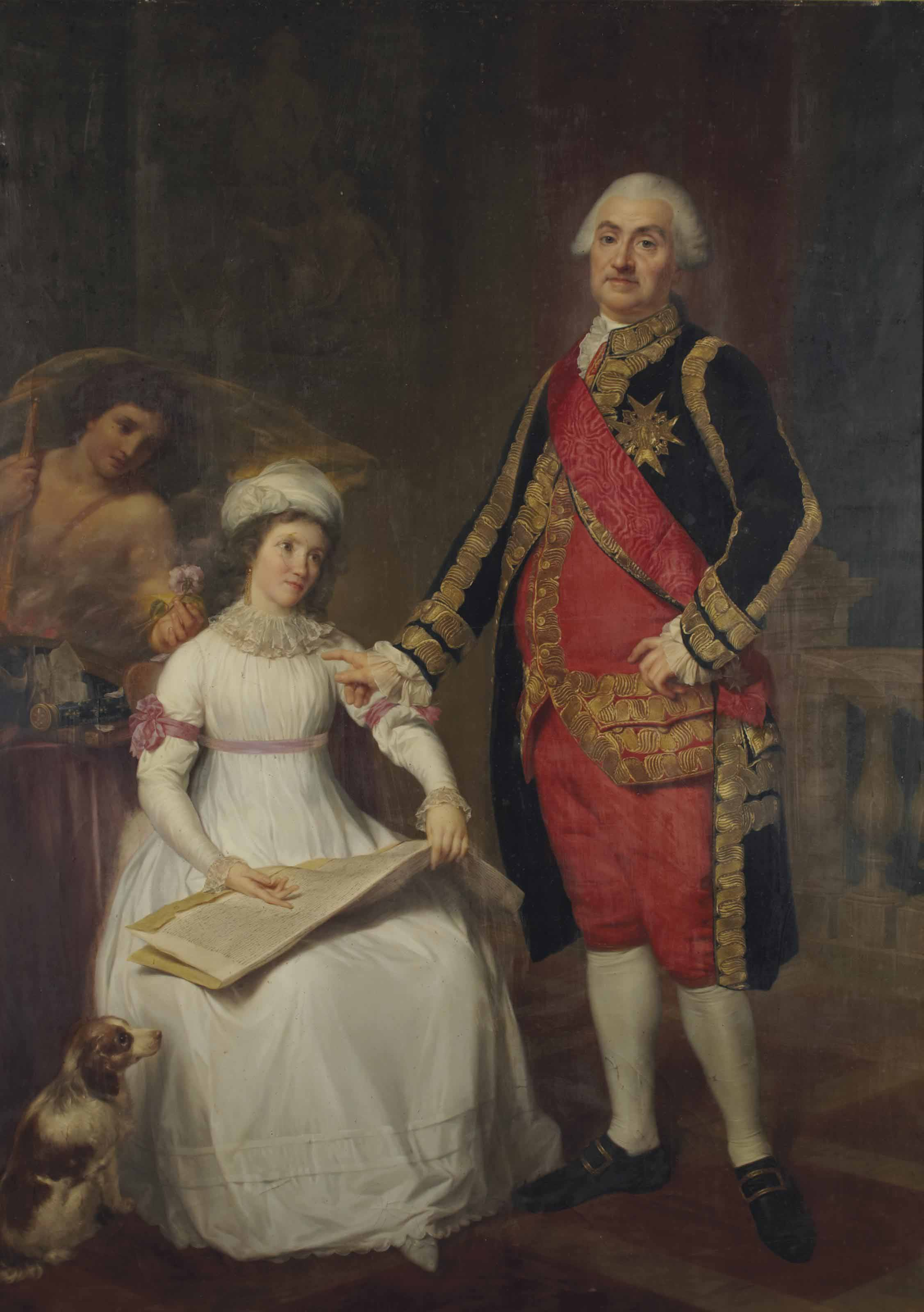
Portrait du maréchal Jourda de Vaux et de sa fille.

Noël Jourda de Vaux épouse le 29 novembre 1741 Jeanne de La Porte (1710-1775). De cette union naissent deux filles :
- Jeanne-Marie Thérèse Jourda de Vaux (1745 - Paris, avril 1832), mariée par contrat passé le 12 juin 1767 devant Jourdain, notaire à Paris, avec Louis Malo Gabriel, marquis de Vauborel, maréchal des camps et armées du Roi (Metz, paroisse Sainte Croix, 28 novembre 1743 - 1832). Sous la Restauration elle fait ériger dans le cimetière de Paray Vieille Poste, le monument sépulcral du maréchal de Vaux, contenant le cœur de son père. Sans enfant ;

- Adélaïde-Jeanne Jourda de Vaux (1751- 15 février 1836), mariée le 29 septembre 1770 avec François comte de Fougières (1721-1787), seigneur du Creux, maréchal des camps et armées du roi, sous-gouverneur des enfants de France, gouverneur d'Amiens, veuf en premières noces avec deux filles de Marie-Françoise Tribolet. Veuve à son tour, elle se remarie le 1er août 1789 avec Charles de Moré, comte de Pontgibaud [4]. Du premier mariage, elle a comme fils Louis Joseph de Fougières.

## Hommages et distinctions
- Grand-croix de l'ordre royal et militaire de Saint-Louis ;
- Élevé à la dignité de maréchal de France en 1783.
- Une pyramide commémorative a été érigée à Paray-Vieille-Poste sous la Restauration par sa fille aînée, la marquise de Vauborel, pour recevoir le cœur de son père inhumé en 1788 à Retournac, sa région d'origine[5].
- Une place porte son nom à Monistrol-sur-Loire, en Haute-Loire.

## Armoiries
| Figure | Blasonnement |
|        | D'or, à la bande de gueules, chargée de trois croissants d'argent, les cornes dirigées vers le canton dextre du chef. |